# Terrassen
Terrassen (originaltitel: La Jetée) är en 28 minuter lång svart-vit science fiction-film från 1962 regisserad av Chris Marker. Filmen utspelar sig i en postapokalyptisk värld efter tredje världskriget där överlevare experimenterar med tidsresor. Filmen består nästan enbart av stillbilder.
Terry Gilliams film De 12 apornas armé från 1996 är delvis baserad på Terrassen.